# Slick Leg
Slick Leg är en EP med det amerikanska progressiv metal-bandet Mastodon, utgiven 2001 av skivbolaget Reptilian Records.

## Låtlista
Sida A
1. "Slick Leg" – 3:26
2. "Thank You for This" – 1:57

Sida B
1. "Deep Sea Creature" – 4:48

## Medverkande
Musiker (Mastodon-medlemmar)
- Troy Sanders – sång, basgitarr, keyboard
- Bill Kelliher – gitarr, bakgrundssång
- Brann Dailor – trummor, sång
- Brent Hinds – gitarr, sång

Produktion
- Matt Washburn – ljudtekniker
- Carlos Batts – omslagskonst